# Telescopus gezirae
Telescopus gezirae là một loài rắn trong họ Rắn nước. Loài này được Broadley miêu tả khoa học đầu tiên năm 1994.